# Ellen Barkin

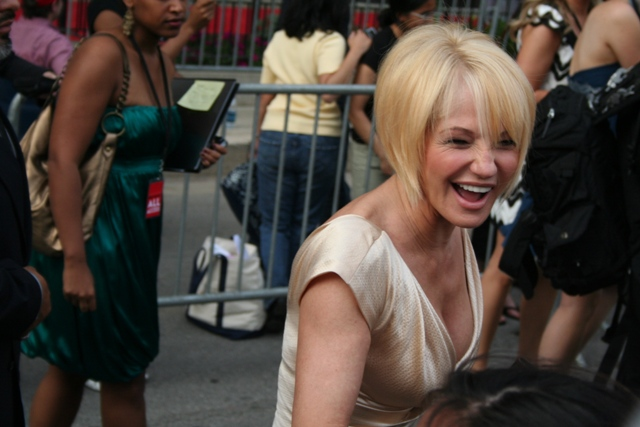
Ellen Barkin

Ellen Rona Barkin (n. 16 aprilie 1954 în Bronx, New York City) este a actriță americană. Ea a studiat dramaturgia în New York. Primele roluri le-a avut în diferite piese mici de teatru. Ulterior joacă în câteva seriale TV. În anul 1982 va juca în filmul "American Diner" în regia lui Barry Levinson. Cunoscută devine în anul 1987 cu filmul The Big Easy (Ușurința cea mare) care a fost urmat de o serie de filme cu teme asemănătoare. La Festivalul Internațional de Film de la Berlin din 2009 se prezintă cu filmul "Happy Tears". Barkin are un fiu (n. 1989) și o fiică (n. 1992), copiii provin din căsătoria cu Gabriel Byrne. Între anii 2000 - 2006 este recăsătorită cu Ron Perelman.

## Filmografie

### Film
| An   | Titlu                                                      | Rol                         | Note |
| ---- | ---------------------------------------------------------- | --------------------------- | --- |
| 1978 | Up in Smoke                                                | Woman Playing Guitar        | Nemenționată |
| 1982 | Diner                                                      | Beth Schreiber              | |
| 1983 | Tender Mercies                                             | Sue Ann                     | |
| 1983 | Daniel                                                     | Phyllis Isaacson            | |
| 1983 | Enormous Changes at the Last Minute                        | Virginia                    | |
| 1983 | Eddie and the Cruisers                                     | Maggie Foley                | |
| 1984 | Harry & Son                                                | Kate Wilowski               | |
| 1984 | The Adventures of Buckaroo Banzai Across the 8th Dimension | Penny Priddy                | |
| 1985 | Terminal Choice                                            | Mary O'Connor               | |
| 1986 | Desert Bloom                                               | Aunt Starr                  | Sant Jordi Award for Best Foreign Actress |
| 1986 | Down by Law                                                | Laurette                    | |
| 1987 | The Big Easy                                               | Anne Osborne                | Sant Jordi Award for Best Foreign Actress |
| 1987 | Made in Heaven                                             | Lucille                     | Nemenționată |
| 1987 | Siesta                                                     | Claire                      | |
| 1989 | Johnny Băiat Frumos                                        | 'Sunny' Boyd                | Nominalizare—Chicago Film Critics Association Award for Best Supporting Actress                                                                              |
| 1989 | Sea of Love                                                | Helen Cruger                | Nominalizare—Chicago Film Critics Association Award for Best Actress                                                                                         |
| 1991 | Switch                                                     | Amanda Brooks               | Nominalizare—American Comedy Award for Funniest Actress in a Motion Picture Nominated—Golden Globe Award for Best Actress – Motion Picture Musical or Comedy |
| 1992 | Mac                                                        | Oona Goldfarb               | |
| 1992 | Man Trouble                                                | Joan Pruance                | |
| 1992 | Into the West                                              | Kathleen                    | |
| 1993 | This Boy's Life                                            | Caroline Wolff Hansen       | |
| 1995 | Bad Company                                                | Margaret Wells              | |
| 1995 | Sălbaticul Bill                                            | Calamity Jane               | |
| 1996 | Un admirator fanatic                                       | Jewel Stern                 | Blockbuster Entertainment Award for Favorite Supporting Actress – Adventure/Drama                                                                            |
| 1996 | Mad Dog Time                                               | Rita Everly                 | |
| 1998 | Fear and Loathing in Las Vegas                             | Waitress At North Star Cafe | |
| 1999 | Drop Dead Gorgeous                                         | Annette Atkins              | |
| 1999 | The White River Kid                                        | Eva Nell La Fangory         | |
| 2000 | Crime and Punishment in Suburbia                           | Maggie Skolnick             | |
| 2000 | Mercy                                                      | Detectiv Cathy Palmer       | |
| 2001 | Someone Like You                                           | Diane Roberts               | |
| 2004 | She Hate Me                                                | Margo Chadwick              | |
| 2004 | Palindromes                                                | Joyce Victor                | |
| 2004 | Ocean's Twelve                                             | Abigail Sponder             | Scene ștese |
| 2005 | Trust the Man                                              | Norah                       | |
| 2007 | Ocean's Thirteen                                           | Abigail Sponder             | |
| 2009 | Brooklyn's Finest                                          | Agent FBI Smith             | |
| 2009 | Happy Tears                                                | Shelly                      | |
| 2010 | Twelve                                                     | Mrs. Brayson                | |
| 2010 | The Chameleon                                              | Kimberly Miller             | |
| 2010 | Shit Year                                                  | Colleen West                | |
| 2010 | Operation: Endgame                                         | Empress                     | |
| 2011 | Another Happy Day                                          | Lynn Hellman                | Nominalizare — Women's Image Network Awards for Best Actress in a Feature Film                                                                               |
| 2013 | Very Good Girls                                            | Norma Berger                | |
| 2014 | The Cobbler                                                | Elaine Greenawalt           | |
| 2016 | Hands of Stone                                             | Stephanie Arcel             | |
| 2017 | Active Adults                                              | Lucy                        | |
| 2021 | Breaking News in Yuba County                               | Debbie                      | |
| 2021 | The Man from Toronto                                       |                             | Post-producție |

### Televiziune
| An        | Titlu                                | Rol                 | Note |
| --------- | ------------------------------------ | ------------------- | --- |
| 1981      | Kent State                           | Student             | Film TV |
| 1981      | We're Fighting Back                  | Chris Capoletti     | Film TV |
| 1982      | Parole                               | Donna               | Film TV |
| 1984      | Terrible Joe Moran                   | Ronnie              | Film TV |
| 1986      | Act of Vengeance                     | Annette Gilly       | Film TV |
| 1986      | The Princess Who Had Never Laughed   | Princess Henrietta  | Film TV |
| 1988      | Clinton and Nadine                   | Nadine Powers       | Film TV Nominalizare—CableACE Award for Best Actress in a Miniseries or a Movie |
| 1997      | Before Women Had Wings               | Glory Marie Jackson | Film TV Primetime Emmy Award for Outstanding Lead Actress in a Miniseries or a Movie Satellite Award for Best Supporting Actress – Series, Miniseries or Television Film Nominalizare—Golden Globe Award for Best Actress – Miniseries or Television Film |
| 2001      | King of the Hill                     | Lenore (voce)       | Episodul: "Hank and the Great Glass Elevator" |
| 2012      | O familie modernă                    | Mitzi Roth          | Episodul: "Send Out the Clowns" |
| 2012–2013 | The New Normal                       | Jane Forrest        | Rol principal; 22 episoade |
| 2015      | Happyish                             | Dani Kirschenbloom  | Rol principal; 9 episoade |
| 2016–2019 | Animal Kingdom                       | Janine 'Smurf' Cody | Rol principal; 46 episoade |
| 2017      | The Immortal Life of Henrietta Lacks | Sasha Walz          | Film TV |